# جائزة إيطاليا الكبرى للدراجات النارية 2019
جائزة إيطاليا الكبرى للدراجات النارية 2019 هو سباق دراجات نارية أقيم بتاريخ 2 يونيو 2019 في حلبة موجيلو، إيطاليا. كان الجولة السادسة من أصل 19 في سباق الجائزة الكبرى للدراجات النارية موسم 2019. فاز دانيلو بيتروتشي بفئة الموتو جي بي بينما جاء مارك ماركيث في المركز الثاني وحصل على المركز الثالث أندريا دوفيزيوسو. فاز بفئة الموتو 2 الإسباني أليكس ماركيث.